# Marcos Renan Oliveira Santana
Marcos Renan Oliveira Santana (født 7. marts 1990) er en brasiliansk fodboldspiller.